# Lana Prusakova
Lana Prusakova –en ruso, Лана Алексеевна Прусакова– (Novocheboksarsk, 10 de junio de 2000) es una deportista rusa que compite en esquí acrobático. Ganó una medalla de plata en el Campeonato Mundial de Esquí Acrobático de 2021, en la prueba de big air.

## Medallero internacional
| Campeonato Mundial | Campeonato Mundial     | Campeonato Mundial | Campeonato Mundial |
| Año                | Lugar                  | Medalla            | Competición        |
| ------------------ | ---------------------- | ------------------ | ------------------ |
| 2021               | Aspen (Estados Unidos) | Medalla de plata   | Big air            |